# 瓊脂植物

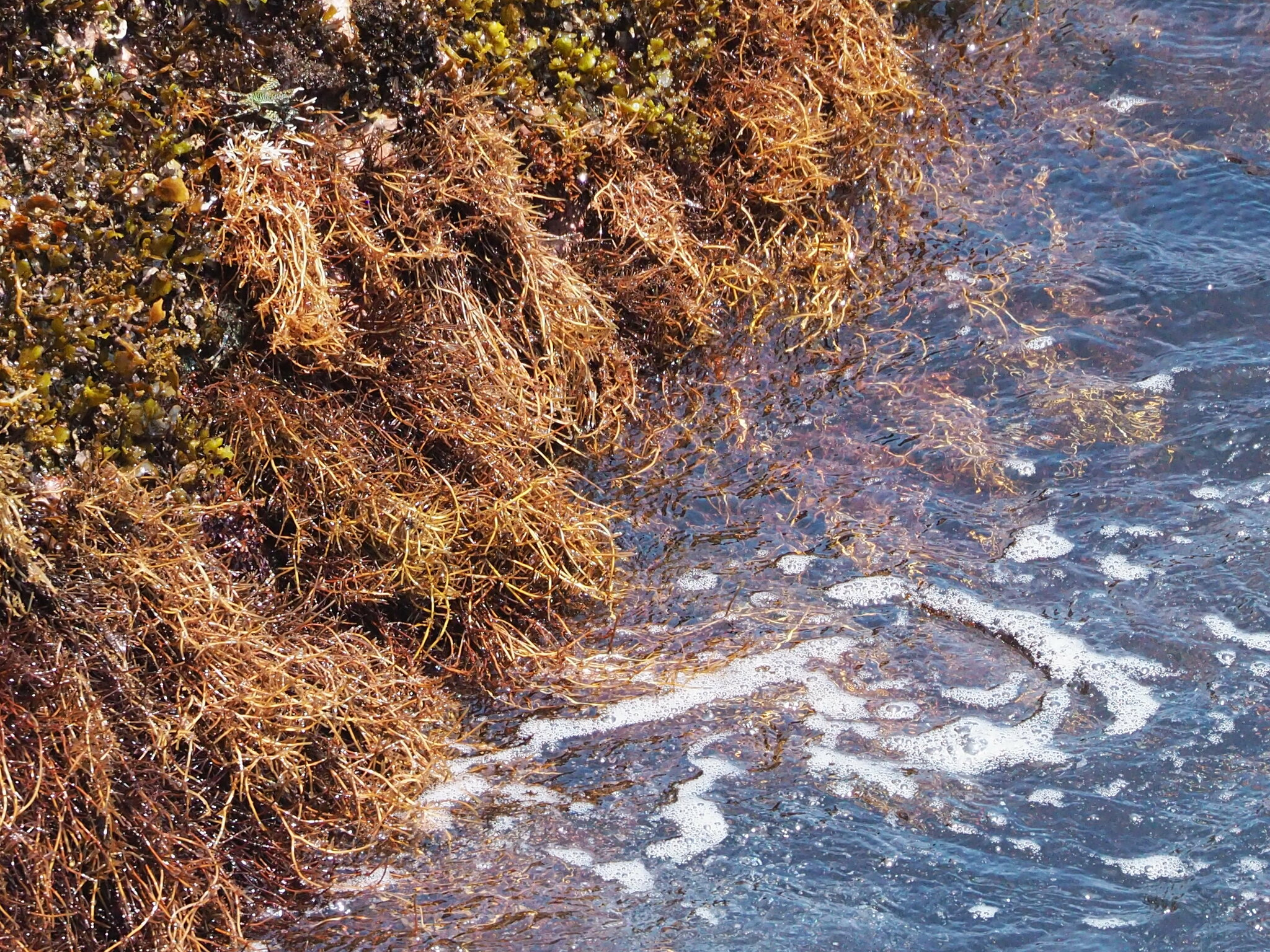
安曼司石花菜（Gelidium amansii），為石花菜屬的一種

瓊脂植物（agarophyte），亦作产琼胶红藻，是指一種其細胞壁會產生能製成膠態瓊脂（洋菜）的海藻，一般都是紅藻門的物種。這種瓊脂可以在商業上收穫，用於生物和培養實驗。在一些國家（尤其是發達國家），收穫野生或栽培的瓊脂植物具有相當重要的經濟意義。商業開發的瓊脂植物一般會採用江蓠属（Gracilaria）或石花菜屬（Gelidium）這兩個屬。